# Valencia del Ventoso
Valencia del Ventoso é um município da Espanha na comarca de Zafra-Río Bodión, província de Badajoz, comunidade autónoma da Estremadura, de área 99,2 km². Em 2021 tinha 1 931 habitantes (densidade: 19,5 hab./km²).

## Demografia
| Variação demográfica do município entre 1991 e 2004 [carece de fontes?] | Variação demográfica do município entre 1991 e 2004 [carece de fontes?] | Variação demográfica do município entre 1991 e 2004 [carece de fontes?] | Variação demográfica do município entre 1991 e 2004 [carece de fontes?] |
| ----------------------------------------------------------------------- | ----------------------------------------------------------------------- | ----------------------------------------------------------------------- | ----------------------------------------------------------------------- |
| 1991                                                                    | 1996                                                                    | 2001                                                                    | 2004                                                                    |
| 2531                                                                    | 2445                                                                    | 2298                                                                    | 2256                                                                    |